# Orectochilus orissaensis
Orectochilus orissaensis là một loài bọ cánh cứng trong họ van Gyrinidae. Loài này được Vazirani miêu tả khoa học năm 1958.